# Epicratinus maozinha
Espèce
Epicratinus maozinha est une espèce d'araignées aranéomorphes de la famille des Zodariidae.

## Distribution
Cette espèce est endémique du Minas Gerais au Brésil,. Elle se rencontre vers Itacarambi.

## Description
Le mâle holotype mesure 6,1 mm et la femelle paratype 7,25 mm.

## Systématique et taxinomie
Cette espèce a été décrite par Gonçalves et Brescovit en 2024.

## Étymologie
Cette espèce est nommée en référence à Hanson, Mãozinha, le personnage de Scary Movie 2. 

## Publication originale
- Gonçalves & Brescovit, 2024 : « Description of nine new species of the Neotropical spider genus Epicratinus Jocqué & Baert, 2005 (Araneae: Zodariidae) from Brazil.» Zootaxa, no 5428(4), p. 451-479.